# 桂蝶の治
桂 蝶の治（かつら ちょうのじ、1997年9月26日 - ）は、落語芸術協会に所属する落語家。本名∶小松 哲矢。出囃子は『鍛冶屋』。

## 経歴

結三柏は、桂文治一門の定紋である。

1997年9月26日、東京都杉並区生まれ。15歳のときに小金井市に転居。
2018年5月、落語協会所属の七代目蝶花楼馬楽に入門し、「蝶花楼未楽」を名乗る。馬楽の病気のため師匠間の相談の上7月に落語芸術協会の三代目桂伸治門下となり、「桂伸び太」を名乗る。
2022年10月、二ツ目昇進し「桂蝶の治」に改名。

## 人物
- 両親はミャンマー人。
- ビルマ語は理解できるが、ミャンマーに行ったことはない[2][3]。

## 芸歴
- 2018年
  - 5月 - 七代目蝶花楼馬楽に入門、「未楽」を名乗る。
  - 7月 - 三代目桂伸治門下になり、「伸び太」と改名。
- 2022年10月 - 二ツ目昇進、「蝶の治」と改名。